# Ruta Estatal de Nevada 673
La Ruta Estatal de Nevada 673, y abreviada SR 673 (en inglés: Nevada State Route 673) es una carretera estatal estadounidense ubicada en el estado de Nevada. La carretera inicia en el Sur desde la N. Virginia St. near Reno hacia el Norte en la US 395     en Reno. La carretera tiene una longitud de 0,6 km (0.397 mi).

## Mantenimiento
Al igual que las autopistas interestatales, y las rutas federales y el resto de carreteras estatales, la Ruta Estatal de Nevada 673 es administrada y mantenida por el Departamento de Transporte de Nevada por sus siglas en inglés Nevada DOT.